# Llista de governadors de Menorca
La llista de governadors de Menorca es correspon amb el nom dels governadors coneguts dels distints dominis que va tenir l'illa durant la seva dominació que s'allarga durant bona part del segle xviii i part del XIX, fins al pas definitiu al Regne d'Espanya el gener de 1802. Menorca va canviar de sobirania vuit vegades durant el segle xviii a conseqüència de la Guerra de Successió Espanyola, la Guerra dels Set Anys, la Guerra d'Independència dels Estats Units i les Guerres de la Revolució Francesa, sovint, i especialment en el cas britànic, els governadors no residien a l'illa, i en algun cas, no posaren mai el peu en ella, exercint el govern efectiu els sots-governadors. A continuació es mostra una llista ordenada cronològicament amb les persones que van ocupar aquest càrrec.

## Corona catalano-aragonesa
- 1343 Gilbert de Corbera
- 1349 Humbert de Siscar
- 1388-1390: Humbert des Fonollar
- 1396 Berenguer d'Hostalric
- 1436-1442: Galceran de Requesens
- 1451-1467(?): Pere de Bell-lloc i de Sentmenat
- 1467-1505: Guillem de Santcliment
  - 1485: Guillem Ramón Dez Vall, lloctinent del Governador Guillem de Santcliment
  - 1497: Francesc de Armedans, Regent
- 1506-1516: Frederic de Santcliment
  - 1506-1513 Francesc Esplugues, regent durant la minoria d'edat.[2]

## Monarquia hispànica (segle XVI-1707)
- 1516-1532: Frederic de Santcliment
- 1532-1535: Galceran Oliver
- 1535-1536: Pere de Figuerola[2]
- 1536-1542: Francesc Girón de Rebolledo
- 1551-1553 Joan de Moncayo
- 1553 Francesc Girón de Rebolledo
- 1554-1558: Guillem de Rocafull
- 1558-1575: Joan de Cardona i Rocabertí
  - 1558 (juny-juliol): Bartomeu Arguimbau (a vegades consignat en castellà com a Bartolomé), regent de la governació (governador interí o lloctinent), que li va tocar ser-ho durant s'any de sa Desgràcia.[3][4]
  - 1558 (juliol): Francesc des Cors, Horaci de Villalonga, regents (és a dir, governadors interins, lloctinents)
- 1575 Miquel de Pax
- 1575-1583: Francesc de Guimerà
- 1583-1587: Miquel de Pax
  - 1584: Francesc de Vives, lloctinent del governador Miquel de Pax
  - 1586: Pere de Lozano, lloctinent del governador Miquel de Pax
  - 1586 (octubre): Rafael Squella, lloctinent del governador Miquel de Pax
  - 1587: Antoni Fortuny, Regent
- 1587-1593: Jeroni de Jossa
- 1593-1594: Antoni Fortuny
- 1594-1597: Pedro de Heredia (primera vegada)
  - 1594-1596: Antoni Fortuny, lloctinent
  - 1596-1597: Cosme Climent, lloctinent
- 1597-1598: Pedro de Heredia (segona vegada)
- 1598-1599: Pablo de Blas
- 1599-1604: Cristóbal de Prado y Tovar
- 1604-1611: Pablo de Blas,
- 1612-1619: Gaspar de Castelvì
- 1619-1621: Vicente Sanchez
- 1621-1624: Joan de Castelvì
- 1624-1628: Baltasar de Borja (primera vegada)
- 1628-1631: Pere Ferrer
- 1631-1633: Francesc Sureda i Vivot
- 1633-1636: Jaime Valenciano y Mendiolaza
- 1636 (agost-octubre): Gregori de Villalonga
- 1636-1637: Antonio de Oquendo
- 1637 (maig-juny): Francisco Diaz Pimienta
  - 1637 (juny-octubre): Gregorio de Villalonga, lloctinent
  - 1637(juliol): Pedro de Gavara, lloctinent
- 1637-1638: Baltasar de Borja (segona vegada)
  - 1637(octubre): Domingo de Herrera, Regent
- 1638 (juliol-octubre): Martin Carlos de Mencos
- 1638-1639: Domingo de Herrera
  - 1639 (juny-juliol): Gregorio de Villalonga, lloctinent
- 1639-1642: Fernando Fernandez Mazuelo
- 1642-1645: Pedro Santacilia i Pax
- 1645-1650: Josep de Rocabertí i Boixadós
  - 1650 (octubre): Jayme de Oleza
- 1650-1653: José Esporrín
  - 1653 (abril-agost): Bernardí Andreu
- 1653-1658: Antonio Imperial
  - 1658 (febrer-octubre): Felipe de la Nuza, lloctinent
- 1658-1659: Bernardí Andreu
- 1659 (març-agost): Ramon Torrella
- 1659-1663: Isidoro Sanz
  - 1663 (agost-octubre): Sebastian Duran, lloctinent
- 1663-1664: Pere de Berga
  - 1664 (gener-maig): Josep de Borja, lloctinent
  - 1664 (maig-agost): Antonio de Verì, lloctinent
- 1664-1671: Juan de Bayarte Calasanz y Àvalos (primera vegada)
- 1671-1678: José Pardo (primera vegada)
- 1678-1680: Joan Domenéch
- 1680-1681: Francesc Net (primera vegada)
- 1681-1684: Juan de Bayarte Calasanz y Ávalos (segona vegada)
- 1684-1687: José Pardo (segona vegada)
  - 1684-1687: Francesc Net, lloctinent
  - 1687 (març-abril): Francisco Martorell
  - 1687 (abril-octubre): Josep Sisternes, lloctinent
- 1687-1691: Valentin Sanchez
- 1691-1694: Francesc Net (segona vegada)
- 1694-1701: Sebastià Suau de Ventimilla
- 1701-1703: Geronimo Torrijos y Zapata
- 1703-1706: Francisco Falcò
- 1706: Geronimo Perez de Nueros
- 1706 (octubre): Diego Leonardo Davila

## Disputa per la sobirania de Menorca (1706-1712)
- 1706 Joan Miquel Saura (nomenat pel Virrei de Mallorca, promou una revolta per la causa Habsburg)
- 1707-1708 Diego Leonardo Dávila. (governador borbònic que aixafa la revolta i manté el càrrec)
- 1708-1710 Tinent coronel Josep Yzaguirre (nomenat pel rei Carles III amb el vist-i-plau del general Stanhope)
  - 1708 Coronel Louis Petit. (Governador del castell de Sant Felip nomenat pel General Stanhope i màxima autoritat militar)
  - 1711 Coronel John Fermor. (Governador del castell de Sant Felip i màxima autoritat militar)
- 1710-1711 Sebastià Suau de Ventimilla (substitut de Josep Yzaguirre, mort el desembre)
- 1711-1712 Francesc Thomàs (nomenat pel rei Carles III)

## Primera dominació britànica (1712-1756).
- 1712-1716: John Campbell segon duc d'Argyll
  - 1712-1716 Tinent Governador Richard Kane
    - 1712/12 Tinent governador del castell de Sant Felip i governador substitut . J.L Ligonier
    - 1715/6 Tinent governador del castell de Sant Felip i governador substitut . J.L Ligonier
- 1716-1731: George Carpenter, Baró de Killaghy
  - 1712-1733 Tinent Governador Richard Kane
    - 1717/5 - 1718/5 Tinent governador del castell de Sant Felip i governador substitut. Gerge Forbes, comte de Granard.
    - 1718/5 - 1718/11 Tinent governador del castell de Sant Felip i governador substitut. Coronel Parker
    - 1718/11 - 1719/12 Tinent governador del castell de Sant Felip i governador substitut. Brigada Louis Petit
    - 1720/6 - 1721/2 Tinent governador del castell de Sant Felip i governador substitut. Brigada Louis Petit
    - 1725/4 - 1726/5 Tinent governador del castell de Sant Felip i governador substitut. Coronel James Otway.
    - 1726/5 - 1727/3 Tinent governador del castell de Sant Felip i Tinent governador substitut. Coronel James Otway.
    - 1728/9 - 1730/9 Tinent governador del castell de Sant Felip i governador substitut. Coronel Montagu
- 1733-1736: Richard Kane
  - 1733-1736 Tinent governador P. Anstruther (en Vermell)
    - 1733-1735 Tinent governador del castell de Sant Felip i Tinent governador substitut. Coronel Handyside
- 1737-1742: Algernon Seymour, comte de Hertford
  - 1737-1742 Tinent governador P. Anstruther (en Vermell)
    - 1737-1738 Tinent governador del castell de Sant Felip i governador substitut. Coronel W. Pinfold
    - 1741 Tinent governador del castell de Sant Felip i governador substitut. Coronel T. Pagett
    - 1741 Tinent governador del castell de Sant Felip i governador substitut. Corinel O'Farrel
- 1742-1747: John Dalrymple, comte de Stair
  - 1742-1747 Tinent governador P. Anstruther (en Vermell)
    - 1744-1748 Tinent governador del castell de Sant Felip i governador substitut. Major J. Wynyard
- 1747-1756: James O'Hara, Baró de Tyrawley
  - 1748 - 1756 Tinent governador General W. Blakeney

## Dominació francesa (1756-1763)
- 1756-1758: Hyacinthe Gaëtan de Lannion (primera vegada)
- 1758-1759: Jean Toussaint de la Pierre
- 1759-1760: Louis-Félicien de Boffin d'Argenson et Pusignieu (primera vegada)
- 1760-1762: Hyacinthe Gaëtan de Lannion (segona vegada)
- 1762-1763: Louis-Félicien de Boffin d'Argenson et Pusignieu (segona vegada)

## Segona dominació britànica (1763-1782)
- 1763-1766: Richard Lyttelton
  - 1763-1766 Tinent governador Coronel James Johnston
- 1766-1768: George Howard
  - 1766-1768 Tinent governador Coronel James Johnston
- 1768-1779: John Mostyn (en Moystin)
  - 1768-1774 Tinent governador Coronel James Johnston
  - 1774-1779 Tinent governador Tinent general James Patrick Murray
- 1779-1782: James Murray
  - 1779-1782 Tinent governador Tinent general William Draper

## Dominació espanyola (1782-1798)
- 1782 Luís Bertón de Balbe de Quiers Duc de Crillón
- 1782-1788 Juan de Silva Meneses i Pacheco, comte de Cifuentes
- 1788-1797 Antonio de Pinedo i Anunciavay
- 1797 Juan Nepomuceno de Quesada

## Tercera dominació britànica (1798-1802)
- 1798-1800: Charles Stuart
  - 1799-? Tinent governador General James Saint Clair Erskine
- 1800-1802: Henry Edward Fox
  - ?-1802 Major General Duglas Cleophane

## El 1802 Menorca passà definitivament a formar part d'Espanya.
- 1802 Joan Miquel Vives, capità general de Mallorca
- 1802- 1808 Brigada Felipe Ramírez Trujillo
- 1808-1811 Luís Gonzaga de Villava i Aíbar (governador militar interí)
- 1811 Tomás de Zeraín (governador militar interí)
- 1811-1812 Pedro María Legallois Grimarest
- 1812 Mariscal Pere Quadrado i Enrich (governador militar interí)
- 1812 Antonio de Gregorio y Verdugo